# カブトムシゆかり
カブトムシゆかり（1989年1月26日 - ）は、日本のアイドルタレント。本名：富澤 友加里（とみざわ ゆかり）。

## 略歴
東京都出身。堀越高等学校卒業、東京国際大学に入学するも1年で中退。姉が居る。小学6年から中学1年頃まで、虫捕りに夢中になって学校に行くふりをしてあまり学校に行ってないということがあり、これを悩んだ母親に自己啓発と引っ込み思案を直すという目的で児童劇団に入れられ、この時期にジュニアアイドルとして活動していたことがあった。
大学中退後は、父が経営する不動産会社に勤務していた、その後、フリーのタレントとして活動。映画『ミミック』の登場人物のレミー（昆虫学者で女教師）に勇気をもらう形で始めたという自身のブログ『虫とYシャツと私』がオスカープロモーション関係者の目に留まって、まず女性イベンターの人から声がかかり、「虫のお姉さん」としての出演オファーなどを経て、2011年秋にオスカープロモーション所属となり、2012年5月に本格的デビューする。2011年頃までは本名で活動していたが、それ以後はブログのハンドルネームをそのまま芸名として、カブトムシゆかりとする。芸名は、女性は結婚すると名字が変わるように、カブトムシと結婚したらこうなるという意味を込めたという。なお、芸名の候補は他にも「虫コロコロゆかり」というものがあった。
2013年3月の「2013ジャパンペットフェア」（インテックス大阪）の特命PR部長を務める。2015年3月21日は福井県立恐竜博物館の企画展『スプリングダイナソースタジオ』の1日応援隊長を務める。
NHK総合『ダーウィンが来た! 〜生きもの新伝説〜SP「ミラクル・スピーシーズ　いざ出発!新種発見の大冒険へ」のロケにおいて、コスタリカ・モンテベルデの熱帯雨林の中で新種の羽虫を発見、触角がウサギの耳に似ているのが特徴だったことから仮に『バニーちゃんハムシ』と名付けた。
2017年8月31日、オスカープロモーションを円満退社。ただ、辞めるにあたり話し合いをした時に、実は所属契約書を取り交わしていなかった（オスカーも本人も認識していなかった）ことが判明した。
2020年2月、結婚したことを報告。
2021年夏に第1子男児を出産。

### 人物
父も昆虫好きで、母は園芸が趣味。ただ姉は、大人になってから虫が苦手とのこと。19歳の時にカブトムシを48匹譲り受けたのがきっかけでカブトムシの多頭飼いを始め、カブトムシを過去最多で約300匹飼っていたことがあるほどのカブトムシ好き、虫好きで、「虫ドル」とも言われている。虫好きになったのは、同じく虫好きで趣味がガーデニングである母親の影響からで、その理由は虫たちの「食欲や性欲のすごさ」からだという。4歳の時に父親にカブトムシを買ってもらったことや、同じ頃に栃木県の那須高原で野生のカブトムシを見たことから、それ以来ずっとカブトムシにのめり込み、小学生の頃はずっと森の中にいたこともあったという。小学生の頃は生き物係だった。多く飼い始めたのは19歳の時に友人から50匹ほどカブトムシをもらったことから。なお、300匹飼っていたことがあるものの、その後は50匹くらいにしているという。カブトムシの魅力について「真っ直ぐに力強く生きる姿」と話している。
カブトムシ以外では、ヘラクレスオオカブトの幼虫、シロテンハナムグリ、ノコギリクワガタや、ヨロイモグラオオゴキブリも飼っており、虫以外のペットでは猫もいる。
子供の頃から、虫も含めて生き物全般が好きで、小学生の頃は生き物係で、自由研究も虫や生き物に関するものだった。また小学生の頃は「虫は嫌だけどダンゴムシは平気」と言っていた人を知っていたことから、ダンゴムシは誰もがもらってうれしいものと信じ込み、好きな男の子に両手いっぱいのダンゴムシをプレゼントしようとして泣かれ、先生にも怒られたことがあった。この他にも虫が元で失恋したことも多かったという。
芸能界入りには迷いがあったこともあったが、芸能界入りの前に哀川翔が海外にカブトムシを捕りに行くという番組が大好きだったこともあって、周りの人からその番組のようなことが出来るかも知れないということを言われたことで決心が付いたという。そのようなことから哀川は憧れの存在でもあり、哀川とは2015年7月5日放送のBSフジ『哀川翔のオトナ倶楽部』や、2019年7月20日初日の「大昆虫展in東京スカイツリータウン」の内覧会で共演している。
2012年8月9日に『ダウンタウンDX』に出演した時には大きなヘラクレスオオカブトの幼虫を持ち上げたことがある。また、同じく虫好きの哀川翔とも、カブトムシ養殖場のロケで共演したことがある。
なお、全ての虫が好きというわけではなくバッタは苦手。苦手となったきっかけは、子供の頃にショウリョウバッタの大群を、芝生と勘違いして飛び込んだ体験からや、そのショウリョウバッタがカマキリに食べられているのを見て「こんな死に方はしたくない」と思ってショックを受けたということもあり、バッタのどこを触っていいかもわからないという。しかし今ではバッタも克服し、虫は全般的に平気で嫌いな生き物はチワワだと告白。
中学生、高校生時代にはギャルに憧れていたこともあった。これには小学生時代大人しい子だった反動が出たんだろうと話している。スカルプネイル（長いネイル）をしていたことがあり、そのネイルには虫柄のネイルアートをしていたことがあった。しかしネイルをしていると虫がつまみにくかったり、昆虫マットを触るのにも、爪の裏（隙間）に昆虫マットが詰まったり、ネイルアートに使うアセトンが虫に影響してしまうのではと心配になったりして、ギャルと虫好きの両立は苦労したという。
時東ぁみ、高山未帆、池田ショコラ、アップルパイン、パシンペロン、メグちゃんらと共に、社会貢献ユニット「姫リアンズ」のメンバーでも活動。防犯イベントに出演した他、2012年4月28日には姫リアンズとして新宿警察署の一日署長も務めた。
舞台やテレビなどの時は、羽根の付いたカブトムシを背負った、茶色の多い衣装で主に出演している。「ミスFLASH」のセミファイナリストに選ばれた時には「FLASH」（光文社）で水着のグラビアも見せていたが「背中のカブトムシを取ったらどう振る舞っていいのか戸惑う」ということも話していたことがある。この衣装は元々ハロウィン用のコスプレのもので、海外の通販で買ったものだった。オスカーのオーディションの時にもこの衣装で行ったという、
また、「虫のお姉さん」として「カブトムシ教室」「昆虫教室」などの開催もしており、この業界自体に予算が少ないという事情もあって、それでも本人は虫の仕事ならギャラが少なくても行くとしており、中にはノーギャラまたは自腹で参加している仕事もあるという。これについて「虫の市場の底上げが自分の活動目的」とも「地方の子と都会の子の間での虫の知識の差を埋めるため」とも語っている。また、オスカープロモーションのお笑いライブ「オスカーライブ」でMCを務めている。
なお、ムシドルとして活動するのは虫が活動する春から夏にかけてが主で、虫が冬眠する冬はパチンコ好きを活かして“パチンコアイドル”としても活動している。そのため『真王伝説』など、パチンコ番組の出演も多い。これについて本人は「虫とパチンコの二毛作」だと話している。

### その他
好きな食べ物は、塩で炙ったえんがわ。好きなタレント・アーティスト・有名人は荻野目慶子、モダンチョキチョキズ、高橋真麻、真田広之。映画鑑賞が趣味の一つで、好きなジャンルはサスペンス、ホラー、SF。特技は盛りブラ（ブラジャーを使ってバストを大きく見せる術）。
「相手を虫に例えること」が得意。
海外ロケに参加したことがあるが、飛行機が大の苦手。
母親はネットアイドルと称して、LOVE kyokoという名前で活動。42歳でネットアイドルデビューした。

## 出演

### テレビ
- 鈴木タイムラー（テレビ朝日） - チカ 役、本名で出演
- 撮らないで下さい!!グラビアアイドル裏物語 第7話（テレビ東京） - カブトムシ ユカリ 役
- 森田一義アワー 笑っていいとも!（2012年5月2日、フジテレビ） - 「我が社のイチ推し」コーナー出演
- くだまき八兵衛X（2012年6月21日、テレビ東京）
- 真王伝説（テレ玉） - レギュラー
- ダウンタウンDX（2012年8月9日、日本テレビ）
- ザ!世界仰天ニュース（2012年8月22日、日本テレビ）
- ZIP!（2012年8月23日、日本テレビ） - 「きてるね。」コーナー出演
- お笑いワイドショー マルコポロリ!（2012年9月23日、関西テレビ）
- ダチョ・リブレ（2012年10月7日、テレ朝チャンネル）
- ナカイの窓（2012年11月29日・2013年5月4日（スペシャル）・5月8日・11月28日、日本テレビ）
- ザキロバ!アシュラのススメ（2012年12月11日、メ〜テレ）
- DJモノフェスタ（フジテレビ）
- 志村けんのバカ殿様（2013年1月11日、フジテレビ） - 「初笑い!家族そろって大爆笑スペシャル」から出演
- 東京カワイイ★TV（2013年3月2日、NHK総合）
- アニメお宝ハンター!春らんまん!プレゼント祭り!（2013年4月1日、テレビ東京）
- サイトセブンカップ（2013年4月 - 12月、パチ・スロ サイトセブンTV）
- おてんこしゃんこ（千葉テレビ放送） - レギュラー
- じもっティ!（ジェイコムチャンネル ※毎週土曜日 12:30 - 13:30）
- お説教アイドル 叱るGENJI（2013年8月16日、朝日放送）
- アウト×デラックス（フジテレビ） - 「アウト軍団」として準レギュラー出演
- 有吉ジャポン（2013年9月27日、TBS）
- 殺しの女王蜂 fetish02（2013年10月11日、テレビ東京） - JKの子分 役
- 真夜中のおバカ騒ぎ!（2013年10月10日、千葉テレビ放送 / 10月12日、東京メトロポリタンテレビジョン）
- スッピン!（2013年12月7日、TBS）
- 極めろ!仮想ゲームクラブ（2013年12月17日・12月24日、北海道テレビ放送）
- フジテレビヤングシナリオ大賞「人生ごっこ」（2013年12月22日、フジテレビ）
- MUSIC ON! TV なかのひと。（北海道放送）
- Enjoy! Baseball（フジテレビ） - 2014年度臨場感レポーター
- バイキング（2014年4月16日、フジテレビ）
- 新装開店パーラージャンバリへようこそ!（テレビ神奈川）
- クイズ30〜団結せよ!〜（2014年5月11日、フジテレビ）
- バナナ塾（2014年7月22日、東海テレビ）
- 家電の学校 夏休みスペシャル（2014年7月27日、BSジャパン）
- さんま&くりぃむの芸能界(秘)個人情報グランプリ（2014年8月2日、フジテレビ）
- ダーウィンが来た! 〜生きもの新伝説〜SP「ミラクル・スピーシーズ いざ出発!新種発見の大冒険へ」（2014年8月6日、NHK総合テレビジョン）
- 赤ペン瀧川先生の宿題やったか?!スペシャル（2014年8月30日、テレビ朝日）
- 決定版 なるほど!オナマエ堂（2014年9月14日、テレビ西日本制作 / フジテレビ系）
- ホンマでっか!?TV（2014年10月1日、フジテレビ）
- たかじんNOマネー〜人生は金時なり〜（2014年12月13日、テレビ大阪）
- 学べる!スポーツアカデミー名古屋校（2014年12月27日、東海テレビ）
- くりぃむVS林修!年越しクイズサバイバー（2014年12月31日、テレビ朝日）
- うまいッ!（2015年3月1日・9月13日、2016年12月25日、2017年3月5日・3月26日・8月27日、NHK総合）
- おかえりなさ〜い（2015年3月20日、福井テレビ）-
- 哀川翔のオトナ倶楽部（2015年7月5日、BSフジ） - 同じカブトムシマニアの哀川翔と共演
- パチFUN!（長野放送 / テレビ愛知 / 全国独立放送協議会各局）
- 山里エコノミクス（2015年11月1日、テレビ東京）
- メレンゲの気持ち（2015年12月5日、日本テレビ） - 渡辺裕太のパートのVTR出演
- クロ女子白書（2017年8月17日・24日、福岡放送）
- 神々のスマホ（NHK総合） - 2018年3月20日
- 激！今夜もドル箱（テレビ東京） - 2018年12月19日
- 趣味の園芸　いきものパラダイス（７）親子で楽しむ！いきもの観察 (2023年7月16日放送,7月19日 再放送, NHK教育）

### ラジオ
- EMOTIONAL BEAT 姫ラジ（レインボータウンFM） - レギュラー
- 吉田照美 ソコダイジナトコ（2012年5月25日、文化放送）
- カツシカナイト（2012年6月17日、かつしかFM）
- レコメン!（2012年6月20日、文化放送）
- wktkラヂオ学園（2012年9月22日、NHKラジオ第1放送）
- Wanted!!（2012年12月7日、TBSラジオ）
- 古坂大魔王 ツギコレ（2013年10月5日、ニッポン放送）
- BEAT GOES ON（2014年4月4日、FM FUJI）
- 大村正樹のサイエンスキッズ（2014年11月8日・15日、文化放送）
- 吉田照美 飛べサルバトール（2016年6月22日、文化放送）

### 映画
- men's egg Drummers -メンズエッグ・ドラマーズ-（2011年7月16日公開）
- 跡目奪還 キャバ嬢

### インターネットTV
- 姫リアンズTV（Ustream）
- 姫リアンズ・チャンネル（アメーバスタジオアメーバスタジオ）
- 姫プチ634（WALLOP放送局）

### 舞台
- グリーンミュージカル『LADY BIRD,LADY BIRD』（2013年5月2日 - 6日、シアターグリーンBOX in BOXシアター）

## 連載
- 月刊 公民館（全国公民館連合会（発売：第一法規））「虫と公民館と私」2016年8月号から

## 著書
- カブトムシゆかりの虫活! 虫と私の○○な生活（文一総合出版、2016年5月20日初版）